# محوطه چیمان نوروز
محوطه چیمان نوروز در شهرستان بیجار، بخش مرکز ی، دهستان خورخوره، ۷۰۰ متری جنوب غربی روستای نگارستان واقع شده و این اثر در تاریخ ۲۷ بهمن ۱۳۸۷ با شمارهٔ ثبت ۲۴۷۹۱ به‌عنوان یکی از آثار ملی ایران به ثبت رسیده است.